# محوطه آشاغی قبرستان
محوطه آشاغی قبرستان مربوط به سدهٔ ۱ تا ۵ ه‍.ق - مفرغ است و در شهرستان میانه، بخش کندوان، دهستان گرمی شمالی، چسبیده به غرب روستای تجرق واقع شده و این اثر در تاریخ ۲۷ اسفند ۱۳۸۶ با شمارهٔ ثبت ۲۲۷۲۱ به‌عنوان یکی از آثار ملی ایران به ثبت رسیده است.